# Pissy-Pôville
Pissy-Pôville är en kommun i departementet Seine-Maritime i regionen Normandie i norra Frankrike. Kommunen ligger i kantonen Notre-Dame-de-Bondeville som tillhör arrondissementet Rouen. År 2022 hade Pissy-Pôville 1 279 invånare.

## Befolkningsutveckling
Antalet invånare i kommunen Pissy-Pôville
| Referens: INSEE |